# Papa Westray
Papa Westray også kendt som Papay er Orkneyøernes tiende største ø med et areal på 9 km² og har ca. 70 indbyggere. Papa Westray er gennem det to til tre kilometer bredde sund Papa Sound adskilt fra naboøen Westray. Navnet „Papa“ tyder på at de første kristne der kom til øen omkring år 700 var munke. Der kan stadig ses ruiner af deres kirker. På kirkegården ligger en af de sjældne Hogback, en speciel gravsten fra det 12. århundrede.
Der er to direkte færge afgange fra Kirkwall hver tirsdag og fredag for passagerer og køretøjer. Passagerer uden bil kan i sommermånederne tage de normale daglige færger til Westray og derefter fortsætte med en bus til en passagerfærge som sejler til Papey. 
The Old Pier er den gamle færgemole hvor færgen anløb en gang om ugen, indtil den nye mole blev bygget 1970. I dag bruges den af lokale hummerbåde og for sejlads til den lille ubeboede ø Holm of Papa som kun ligger få hundrede meter fra Papa Westrey. 
Det højeste punkt er det 49 meter høje North Hill, der ligger i et fuglereservat og ved klippen Mull Head. Øen består af Old Red Sandstone, hvorpå der har dannet sig frugtbar ler. Øen var i Bronzealderen delt i nord og syd af en gairsty en markeringsgrænse i form af en jordvold, som er bevaret på North Ronaldsay. 
Kvægavl er øens hovederhverv. En del er beskæftiget med fangst af hummer og krabber, kunsthåndværk, håndværk, turisme, og edb-baseret arbejde – i lufthavnen, i andelsbutikken, på havnemolen og i syge og ældrepleje.
Historiske attraktioner er blandt andet Holland House og det tilknyttede lokalmuseum. 
Gården Knap of Howar fra yngre stenalder er et af de ældste bevarede huse i Nordeuropa, dateret til omkring 3500 f.Kr. Huset består af to ved siden af hinanden rektangulære stenrum, med en dør i mellem, og med døre til ud og vestsiden
Ifølge sagnet skal den piktiske kong Nechtan i 700-tallet have prøvet at forføre en ung kvinde kaldet Triduana på øen. Kvinden reagerede med at blinde sig selv. Hun var senere abbedisse i et nonnekloster ved Restalrig, i dag en del af Edinburgh og blev senere kanoniseret som St. Tredwell. Et kapel var indviet på Papa Westray og stedet var et pilegrimsmål for folk med øjenlidelser. 
Øens sognekirke fra 1100-tallet er viet til Sankt Bonifatius (fornylig restaureret) og har på kirkegården runesten fra 1100-tallet. St Boniface Kirk er den eneste kirke i Orkney, bortset fra St. Magnus Cathedral i Kirkwall, der har overlevet Reformationen og som stadig er i brug. Kirken blev opgivet i 1929, men opretholdt indtil 1944. 1993 blev den restaureret og anvendes jævnligt til gudstjenester og koncerter.
Mange fugle yngler på øens fuglereservater, blandt andet havterne og almindelig kjove. Øen var en af sidste steder hvor der var gejrfugle før den sidste blev dræbt i 1813. 